# ميكاليس كارالمبوس
ميكاليس كارالمبوس هو لاعب كرة قدم قبرصي في مركز الهجوم، ولد في 29 يناير 1999 في لارنكا في قبرص. شارك مع منتخب قبرص تحت 19 سنة لكرة القدم. أما مع النوادي، فقد لعب مع نادي أبويل.

## وصلات خارجية
- ميكاليس كارالمبوس على موقع قاعدة بيانات كرة القدم.إي يو (الإنجليزية)
- ميكاليس كارالمبوس على موقع Soccerway.com (الإنجليزية)
- ميكاليس كارالمبوس على موقع AS.com (الإسبانية)